# Бушуйский сельсовет
Бушуйский сельсовет — упразднённые административно-территориальная единица и муниципальное образование (сельское поселение) в Пировском районе Красноярского края.
Административный центр — село Бушуй.
28 декабря 2019 года сельское поселение было упразднено в связи с преобразование Пировского муниципального района в муниципальный округ. На уровне административно-территориального устройства соответствующий сельсовет был упразднён со 2 августа 2021 года в связи с преобразованием Пировского района в Пировский округ.

## История
Статус и границы сельского поселения установлены Законом Красноярского края от 28 января 2005 года № 13-2900 «Об установлении границ и наделении соответствующим статусом муниципального образования Партизанский район и находящихся в его границах иных муниципальных образований»

## Население
| 2010 | 2012 | 2013 | 2014 | 2015 | 2016 | 2017 |
| ---- | ---- | ---- | ---- | ---- | ---- | ---- |
| 215  | ↘184 | ↗188 | ↘172 | ↘166 | ↘151 | ↘145 |

## Состав сельского поселения
В состав сельского поселения входят 6 населённых пунктов:
| № | Населённый пункт | Тип населённого пункта       | Население |
| - | ---------------- | ---------------------------- | --------- |
| 1 | Алгайск          | деревня                      | 1         |
| 2 | Бушуй            | село, административный центр | 148       |
| 3 | Доново           | деревня                      | 1         |
| 4 | Никольск         | деревня                      | 0         |
| 5 | Петропавловка    | деревня                      | 49        |
| 6 | Шумбаш           | деревня                      | 16        |

## Местное самоуправление
Бушуйский сельский Совет депутатов
Дата избрания: 14.03.2010. Срок полномочий: 5 лет. Количество депутатов: 7
Глава муниципального образования
- Маканова Лидия Григорьевна. Дата избрания: 14.03.2010. Срок полномочий: 5 лет